# The Wall - Live in Berlin
The Wall - Live in Berlin fue un concierto en vivo del álbum de estudio de Pink Floyd The Wall, que se celebró en Berlín, Alemania, el 21 de julio de 1990, para celebrar la caída del Muro de Berlín ocho meses antes, el 9 de noviembre de 1989. Un álbum en vivo del concierto fue lanzado en septiembre de 1990. Un video del concierto también fue puesto a la venta.
Un concierto de magnitudes épicas con el que estrellas del rock terminaron definitivamente con la separación cultural no sólo de las dos Alemanias existentes en ese entonces, sino también de los dos bloques económicos reinantes en esa época. Promovido por Roger Waters y con la participación de estrellas de la talla de Van Morrison, Scorpions, Ute Lemper, Marianne Faithfull, The Band, Cyndi Lauper y Bryan Adams, se realizó para apoyar a la entonces llamada Memorial Fund For Disaster Relief, fundación creada para paliar en parte el impacto de cualquier guerra o desastre natural sobre todo en Europa.
Contando con la colaboración de los artistas que crearon el concepto original para teatro, Waters en compañía de Jonathan Park para el diseño del escenario y los impresionantes globos utilizados en el montaje, con las animaciones de Gerald Scarfe proyectadas a lo largo del concierto, el 21 de julio de 1990 en la Potsdamer Platz, se llevó a cabo el evento.
El concierto contó con una asistencia de más de 300 000 personas.

## Historia

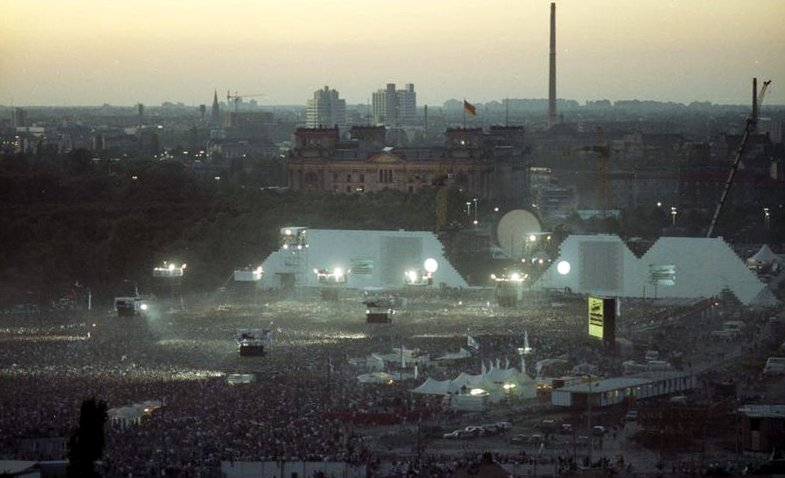
El concierto en una franja de terreno entre la Puerta de Brandeburgo y Leipziger Platz.

El concierto fue organizado en un terreno vacante entre Potsdamer Platz y la Puerta de Brandeburgo, un lugar que era parte de la antigua "tierra de nadie" del Muro de Berlín.
The Wall es un álbum escrito por Roger Waters, cuando era miembro de Pink Floyd en 1979, el álbum fue llevado a conciertos por medio de una gira que tuvo lugar en 1980 y 1981, un álbum sumamente exitoso que incluso inspiró a lanzarse una película en 1982 y un álbum de continuación titulado The Final Cut en 1983 (aunque este último es considerado por algunos como un álbum en solitario de Waters pero con el nombre de Pink Floyd).

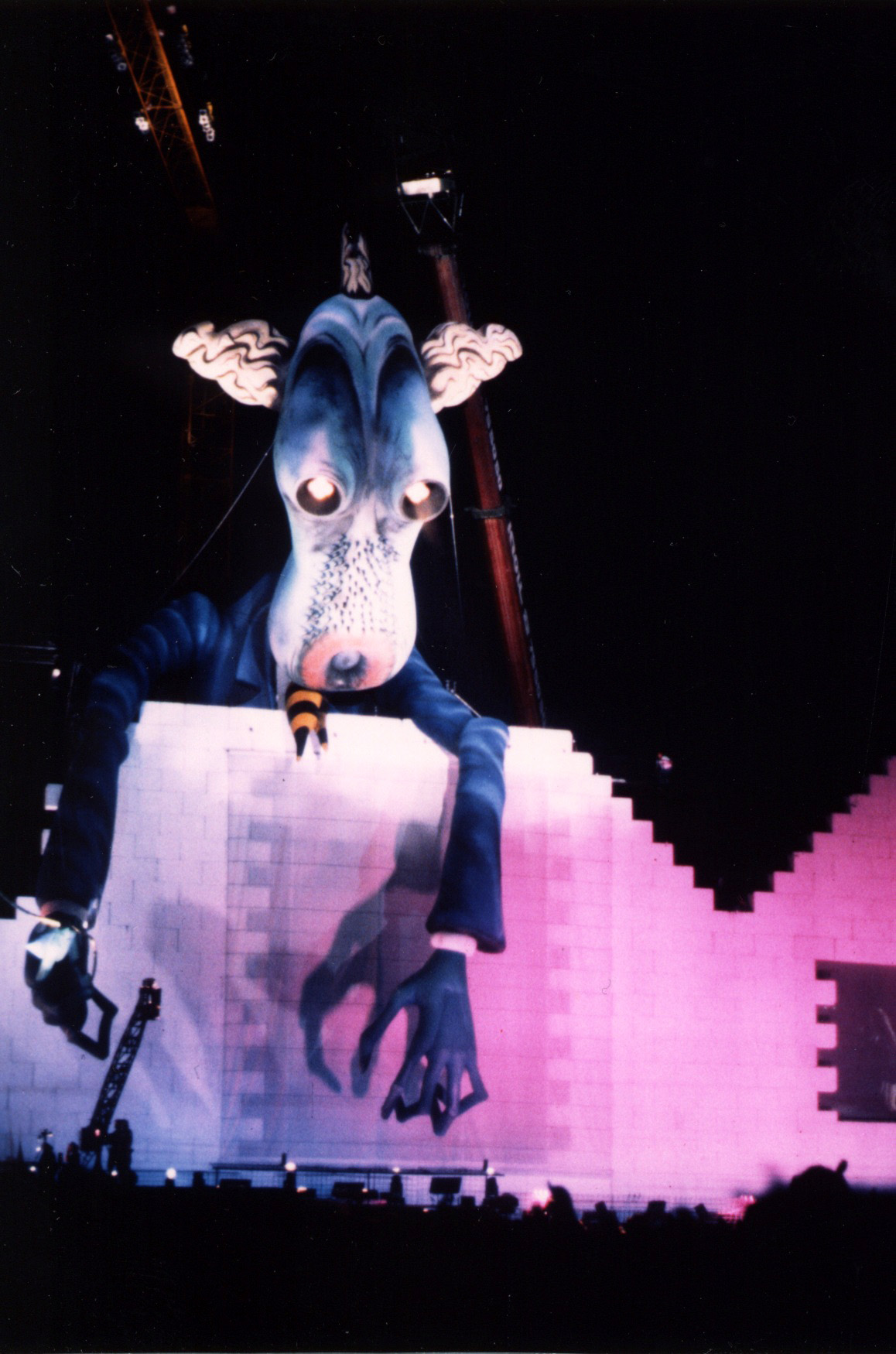
Marioneta gigante utilizada en el concierto.

Waters había indicado en el programa de radio In the Studio with Redbeard en julio de 1989 que la única manera que iba a resucitar una actuación en vivo de The Wall sería "si el muro de Berlín cayera". Cuatro meses después, el 9 de noviembre de 1989, el muro de Berlín fue derribado.
Inicialmente, Waters trató de invitar a músicos como Peter Gabriel, Bruce Springsteen y Eric Clapton, pero no estaban disponibles o lo rechazaron. Tanto Rod Stewart, que iba a cantar "Young Lust", y Joe Cocker, se confirmaron inicialmente para aparecer, pero la fecha original concierto se retrasó, tanto que no se encontraban disponibles. Además, en el mismo 1989 en una entrevista con Redbeard, Waters declaró también que "hasta podría dejar que Dave tocar la guitarra". El 30 de junio de 1990 en el bastidor de la realización Pink Floyd en Knebworth '90, durante una entrevista de pre-show, David Gilmour respondió a la afirmación de Roger en una entrevista con Jim Ladd diciendo que "él y el resto de Pink Floyd (Nick Mason y Rick Wright) habían dado el visto bueno legal para llevar a cabo con Roger, pero no había sido contactado". Dos días después, el 2 de julio de 1990, Waters apareció en la radio de rock americano en el show de Rockline y contradijo a Gilmour de la invitación diciendo: "No sé de dónde Dave tiene esa idea".

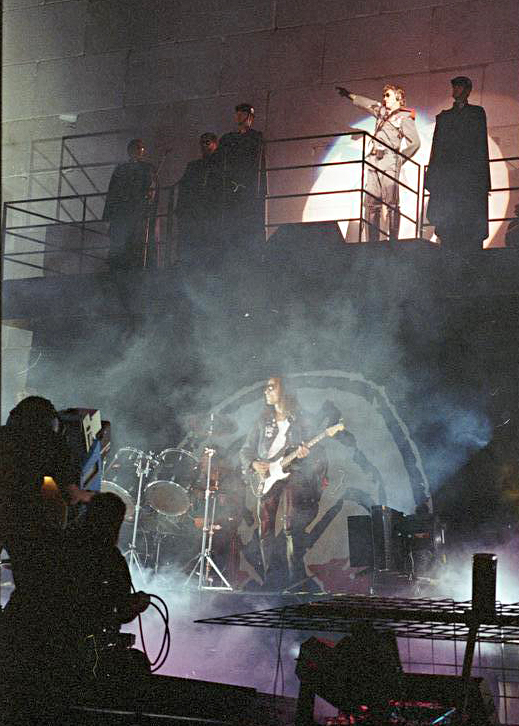
Roger Waters como el gran dictador. Abajo en la guitarra Matthias Jabs (Scorpions).

Al final, Hollingswoth (con la ayuda de Waters) trajo a artistas invitados como Rick Danko, Levon Helm y Garth Hudson de The Band, The Hooters, Van Morrison, Sinéad O'Connor, Cyndi Lauper, Marianne Faithfull, Joni Mitchell, Paul Carrack, Thomas Dolby, Scorpions y Bryan Adams, junto con los actores Albert Finney, Jerry Hall, Tim Curry y Ute Lemper. Leonard Cheshire abrió el concierto soplando un silbato de la Segunda Guerra Mundial.
La producción fue diseñada por Mark Fisher y Jonathan Park. El diseño del escenario aparece un muro de 550 pies de largo (170 m) y 82 pies de altura (25 m). La mayor parte del muro fue construido antes del show y el resto se construye progresivamente a través de la primera parte del espectáculo. El muro es entonces derribado casi al final del concierto.
Esta actuación tenía varias diferencias con el álbum original de The Wall. Tanto "Mother" y "Another Brick in the Wall (Part II)" (como en los conciertos de 1980-1981) se han ampliado con solos de varios instrumentos y la segunda tuvo un final frío. "In The Flesh" (también como los conciertos 1980-1981) tiene un intro extendido, y "Comfortably Numb" destacados solos de duelo por los dos guitarristas, así como un coro adicional al final de la canción. "The Show Must Go On " se omite por completo, mientras que "What Shall We Do Now?" se acreditó como "Empty Spaces" y la versión de "Another Brick in the Wall (Part III)" posee notables arreglos orquestales para prescindir de la sección musical que más tarde sería conocida como "The Last Few Bricks". Además, la interpretación de la canción "The Trial" había actores en vivo tocando las partes, con Thomas Dolby en el papel del maestro que cuelga de la pared, Tim Curry como el fiscal, y Albert Finney como el Juez. El show terminó con "The Tide Is Turning", una canción del álbum solista de Waters Radio K.A.O.S. en lugar del tema "Outside the Wall" que cierra el álbum original.
El espectáculo tuvo una multitud de más de 250 000 personas, y justo antes de la actuación, las puertas fueron abiertas lo que permitió a otras 100.000 personas ver. Cincuenta y dos países transmitieron el evento de dos horas.
El evento fue producido y emitido por el empresario y productor británico Tony Hollingsworth. Se puso en escena en parte a expensas de Roger Waters. Mientras que posteriormente obtuvo el dinero de la venta de las versiones de CD y vídeo del álbum, el plan original era donar todas las ganancias más allá de su inversión inicial para el Fondo Memorial de Ayuda para Desastres, una organización benéfica fundada por Leonard Cheshire. Sin embargo, las ventas de audio y vídeo se produjo en forma significativa en virtud de las proyecciones, y el brazo comercial de la caridad (Operación Auxiliar) sufrió graves pérdidas. En 1992, la caridad se terminó y los derechos de venta de audio y video del concierto volvieron a Waters.
Hollingsworth's company Tribute, con sede en Londres, una compañía para buenas causas, vende en todo el mundo los derechos de televisión, a 52 países con el evento de dos horas. Veinte países se presentaron a cinco repeticiones de la serie y 65 países de difusión destaca un espectáculo. También hubo distribución de un álbum doble tanto en CD como en vinilo y casete, también fue editado en video y fue lanzado en VHS y Laserdisc por PolyGram.
The Wall - Live in Berlín fue lanzado como una grabación en vivo del concierto, aunque un par de temas fueron extirpados de la versión en CD, y el video Laserdisc en NTSC todavía se pueden encontrar hasta el segundo abastecimiento. Un DVD fue lanzado en 2003 en los Estados Unidos por Island Records/Mercury Records e internacionalmente por Universal Music Group.

## Lista de canciones
1. In the Flesh? (Scorpions). 4:06.
2. The Thin Ice (Ute Lemper y Roger Waters). 3:08.
3. Another Brick in the Wall (Part I) (Roger Waters). 3:38.
4. The Happiest Days of Our Lives (Roger Waters). 1:20
5. Another Brick in the Wall (Part II) (Cyndi Lauper). 6:26.
6. Mother (Sinéad O'Connor & The Band). 6:37.
7. Goodbye Blue Sky (Joni Mitchell). 3:52.
8. Empty Spaces / What Shall We Do Now? (Bryan Adams y Roger Waters). 3:47.
9. Young Lust (Bryan Adams). 4:17
10. Oh My God - What a Fabulous Room? (Jerry Hall). 1:08.
  - Total (Young Lust y Oh My God - What a Fabulous Room?): 6:08.
11. One of My Turns (Roger Waters). 2:44.
12. Don't Leave Me Now (Roger Waters). 5:11.
13. Another Brick in the Wall (Part 3) (Roger Waters). 3:24.
  - Incluye The Last Few Bricks.
14. Goodbye Cruel World (Roger Waters). 1:37.
15. Hey You (Paul Carrack y Roger Waters). 5:02.
16. Is There Anybody Out There? (The Rundfunk Orchestra & Choir). 3:01.
17. Nobody Home (Roger Waters). 4:45.
18. Vera (Roger Waters). 1:11.
19. Bring the Boys Back Home (The Rundfunk Orchestra & Choir & the Military Orchestra of the Soviet Army). 2:41.
20. Comfortably Numb (Van Morrison, Roger Waters y The Band - solos de guitarra por Snowy White & Rick DiFonzo). 8:01.
21. In the Flesh (Roger Waters y Scorpions). 5:10.
22. Run Like Hell (Roger Waters y Scorpions). 4:51.
23. Waiting for the Worms (Roger Waters y Scorpions). 4:09.
24. Stop (Roger Waters). 0:22.
25. The Trial (The Rundfunk Orchestra & Choir, Tim Curry el procurador, Thomas Dolby el Profesor, Ute Lemper la esposa, Marianne Faithfull la Madre y Albert Finney el Juez). 5:52 (incluyendo la caída del muro).
26. The Tide Is Turning (After Live Aid) (Roger Waters y todos los artistas excepto Scorpions). 7:21.

## Artistas
- Roger Waters: Voz, bajo, guitarra acústica en "Mother", guitarra rítmica en "Hey You".
- Scorpions:
  - Klaus Meine: Voz.
  - Rudolf Schenker: Guitarra.
  - Matthias Jabs: Guitarra.
  - Francis Buchholz: Bajo eléctrico.
  - Herman Rarebell: Batería.
- Ute Lemper: Voz.
- Cyndi Lauper: percusión y coros.
- Thomas Dolby: sintetizador, voces.
- Sinéad O'Connor: Voz.
- The Band:
  - Rick Danko: Voz.
  - Levon Helm: Voz.
  - Garth Hudson: Acordeón, saxofón soprano.
- The Hooters:
  - Eric Bazilian: Guitarra.
  - Rob Hyman: Teclados.
  - Juan Lillo: Guitarra.
  - Fran Smith Jr.: Bajo eléctrico.
  - David Uosikkinen: Batería.
- Joni Mitchell: Voz.
- James Galway: flauta.
- Bryan Adams: Guitarra y coros.
- Jerry Hall: Voz.
- Paul Carrack: Voz.
- Van Morrison: Voz.
- Tim Curry: Voz.
- Marianne Faithfull: Voz.
- Albert Finney: Voz.

The Bleeding Heart Band
- Rick DiFonzo: Guitarras.
- Snowy White: Guitarras.
- Andy Fairweather-Low: Bajo eléctrico, guitarra, coros.
- Peter Wood: teclados, órgano, sintetizadores.
- Nick Glennie-Smith: teclados, órgano, sintetizadores.
- Graham Broad: Batería, percusión electrónica.
- Stan Farber: Coros (acreditado como Jim Farber).
- Joe Chemay: Coros.
- Jim Haas: Coros.
- John Joyce: Coros.

Otros
- Rundfunk Orchestra, dirigida por Michael Kamen.
- Orquesta Sinfónica de Radio Berlín (Berlin Oriental) Coro.
- Grupo de Fuerzas Soviéticas en Alemania, canto y baile conjunto (alternativamente acreditado en la reedición 2003 DVD como la Orquesta Militar del Ejército soviético y como la Banda de Marcha de la nomenclatura fuerzas soviéticas en Alemania).
- Paddy Moloney (miembro de The Chieftains. Puesto en créditos del álbum, pero la contribución es desconocida).

## Curiosidades
Como anécdota, la energía eléctrica se fue del escenario en dos ocasiones a lo largo del concierto. La primera, cuando Ute Lemper apareció por primera vez interpretando la canción "The Thin Ice", y la segunda, cuando Sinéad O'Connor interpretaba "Mother". Para salvar la transmisión en directo, pues se efectuaba para 50 países en ese momento y se proyectaría para 50 más una semana después, se había hecho un respaldo el día anterior, con audiencia limitada. Así que, cuando la energía abandonó los instrumentos, se utilizó el montaje de backup, aunque Ute Lemper regrabó su parte al final del concierto para usar en el video material únicamente del 21 de julio; Sinéad O'Connor no accedió a tal propuesta.
Tuvo varios cambios respecto al disco original.